# Radio Sunce
Radio Sunce je neprofitna radijska postaja iz Splita. Nakladnik radija je udruga Županijska liga protiv raka - Split. Emitiranje programa je započelo 22. ožujka 2010. godine. Radio Sunce emitira na frekvencijama 90,9 Mhz s odašiljača na Braču i 92,9 Mhz s odašiljača na Marjanu, za područje urbane aglomeracije grada Splita s približno 400 tisuća stanovnika. 

## Program
Radio Sunce program temelji na promociji zdravih životnih stilova u obliku emisija, priloga i kratkih radijskih formi. Kuriozitet programa je usmjerenost afirmativnom izričaju bez informacija iz crne kronike i politike. Glavna informativna emisija Sunčane vijesti donosi samo dobre vijesti i korisne informacije. U programu radija sudjeluju stručnjaci različitih profila, a proizvode se i emisije s dionicima iz civilnog društva te studentima i mladima. Radio prati i kulturu, ekologiju, baštinu, umjetnost i različita događanja na području Splitsko-dalmatinske županije i šire. Okosnicu programa čine, uz glazbu, edukativni i zabavni sadržaji.

## Neki programski sadržaji
- Emisija Đirada po Dalmaciji tematski pokriva kulturnu baštinu Dalmacije.
- Emisija Sol zemlje prati civilno društvo.
- Emisija Studenti za studente donosi teme iz studentskog života. Emisiju uređuju i vode studenti.
- Emisija Mediteranske najzdravije namirnice svijeta proizvodi se u suradnji s Udrugom Zdravi grad i Centrom izvrsnosti George Mateljan.
- Sunčane vijesti je glavna informativna emisija.

## Posebni projekti
Radio Sunce organizira i provodi projekt pod nazivom Mogu i ja bit fit u kojem je cilj prijavljenim slušateljima pomoći da smršave i postignu zdravu fit formu.
Radio sudjeluje u organizaciji i provedbi manifestacije pod nazivom Zdravlje je moj đir koja se održava sredinom svibnja u Splitu.

## Slušanost
Prema istraživanjima agencije Ipsos puls Radio Sunce je druga postaja po slušanosti na svom koncesijskom području.

## Zanimljivosti
Radio Sunce je neprofitna radijska postaja i prva hrvatska postaja koja program emitira iz bolnice, odnosno iz prostora u KBC Split s lokacije Firule.
Prvi pjevanu pjesmu za radio snimio je Tedi Spalato.

## Vanjske poveznice
- Radio Sunce
- Radio Sunce na Facebooku